# مگس‌گیر آبی سوندا
مگس‌گیر آبی سوندا (نام علمی: Cyornis caerulatus) نام یک گونه از سرده مگس‌گیرهای آبی است.